# Dolmen de la Siureda
Der Dolmen de la Siureda liegt in der Nähe einer Straße an einem markierten Weg, südlich von Maureillas-las-Illas im Département Pyrénées-Orientales nahe der Grenze zu Spanien, in Frankreich. Sein Name stammt vom katalanischen Wort für Korkeiche. Dolmen ist in Frankreich der Oberbegriff für Megalithanlagen aller Art (siehe: Französische Nomenklatur).
Der im späten 3. Jahrtausend v. Chr. als Kollektivgrab errichtete gut erhaltene Dolmen ist eine rechteckige Megalithanlage ohne Gang, der in Plan und Ausrichtung (Südosten) den 148 dokumentierten einfachen Dolmen (französisch Dolmen simple) der Region entspricht. Er wurde im Jahre 1985 in seinem etwa 10,0 m messenden ursprünglich von Randsteinen gefassten Tumulus entdeckt und war Gegenstand archäologischer Grabungen.
Die Ausgrabungen erbrachten neben zerscherbter Keramik und Fragmenten menschlicher Knochen, deren Datierung unsicher ist, einige kleine Objekte, darunter eine Künstliche Perle, einen Spinnwirtel und ein Ringfragment aus Bronze.

Dolmen de la Siureda
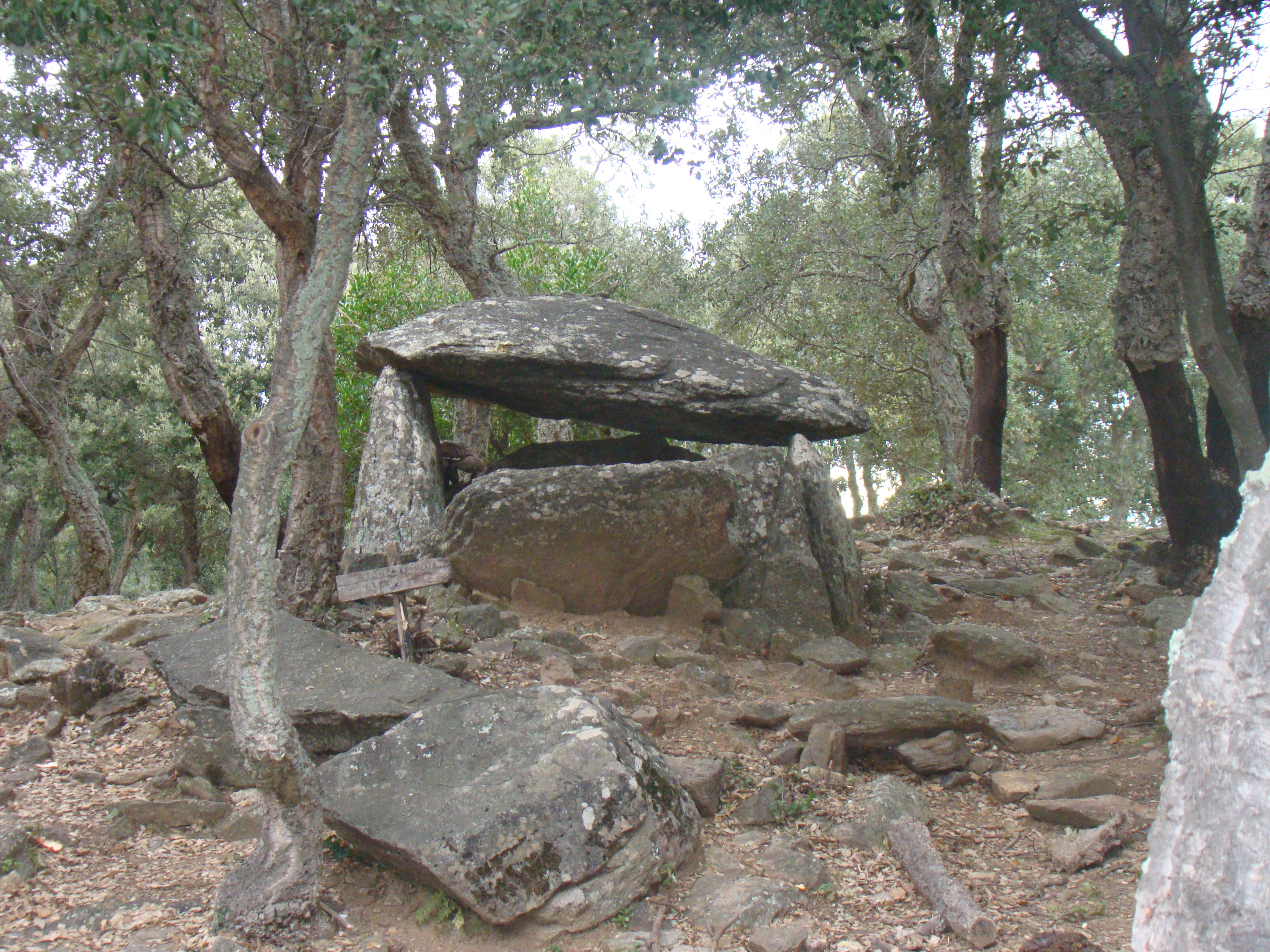
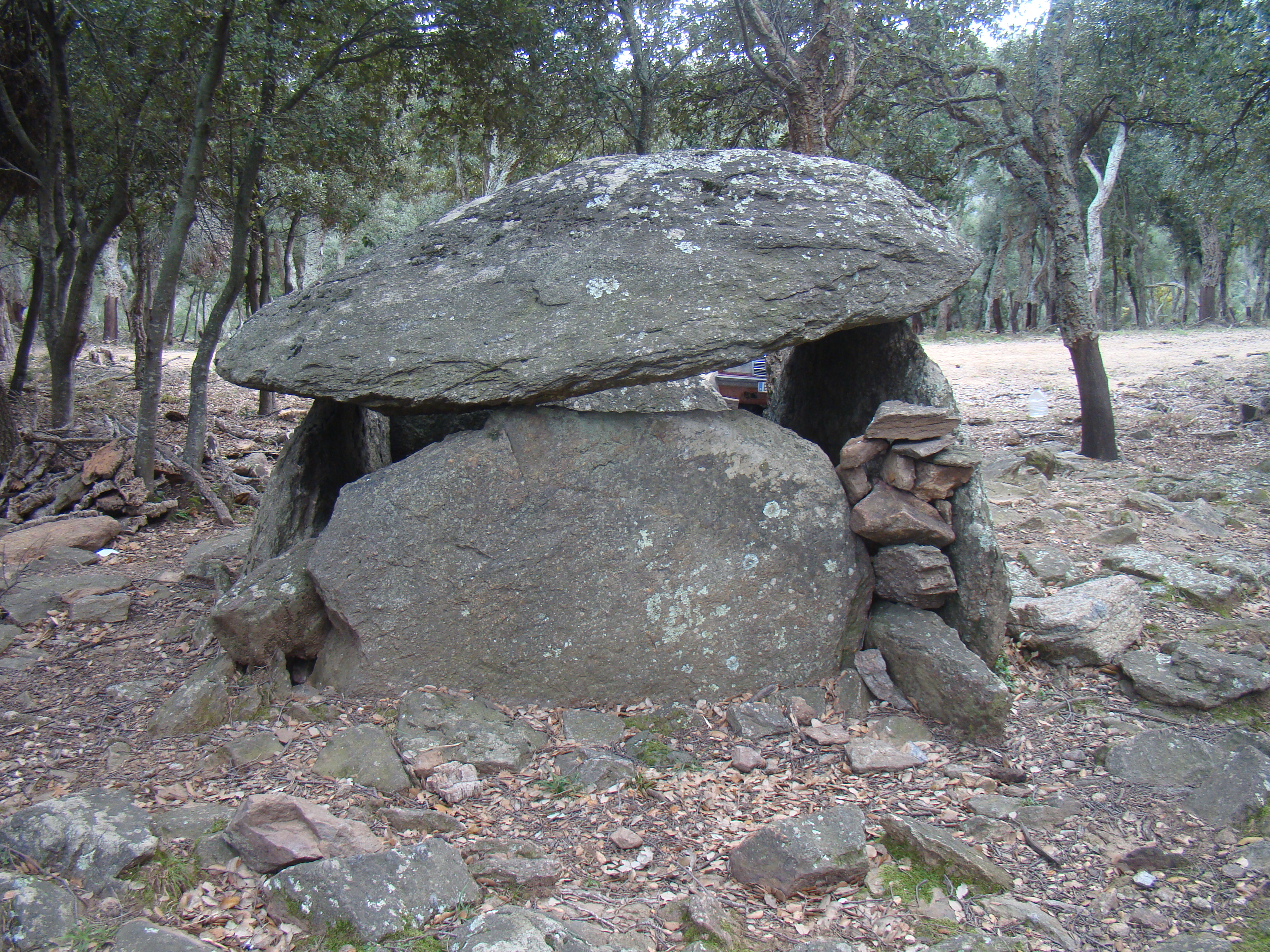
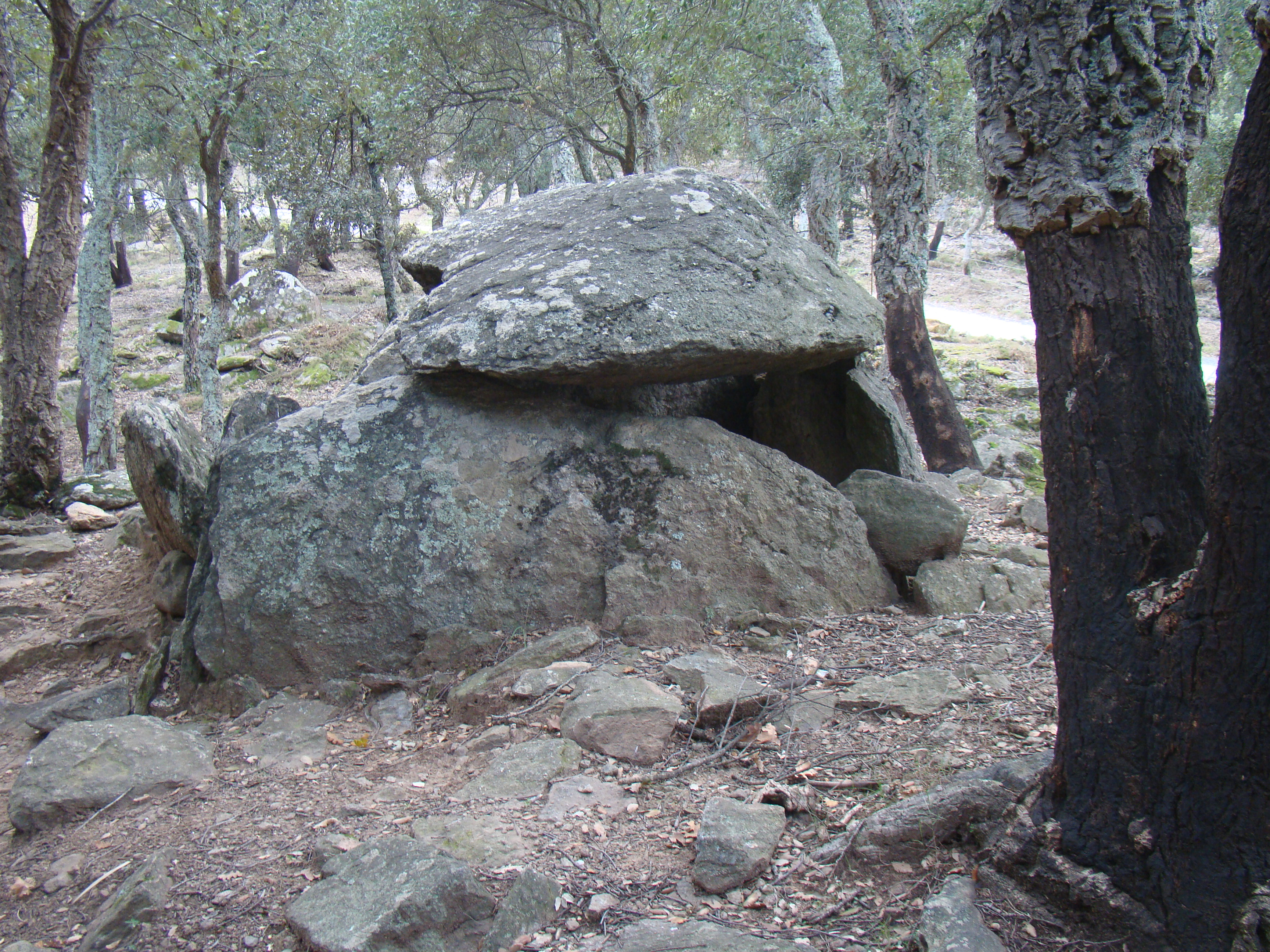
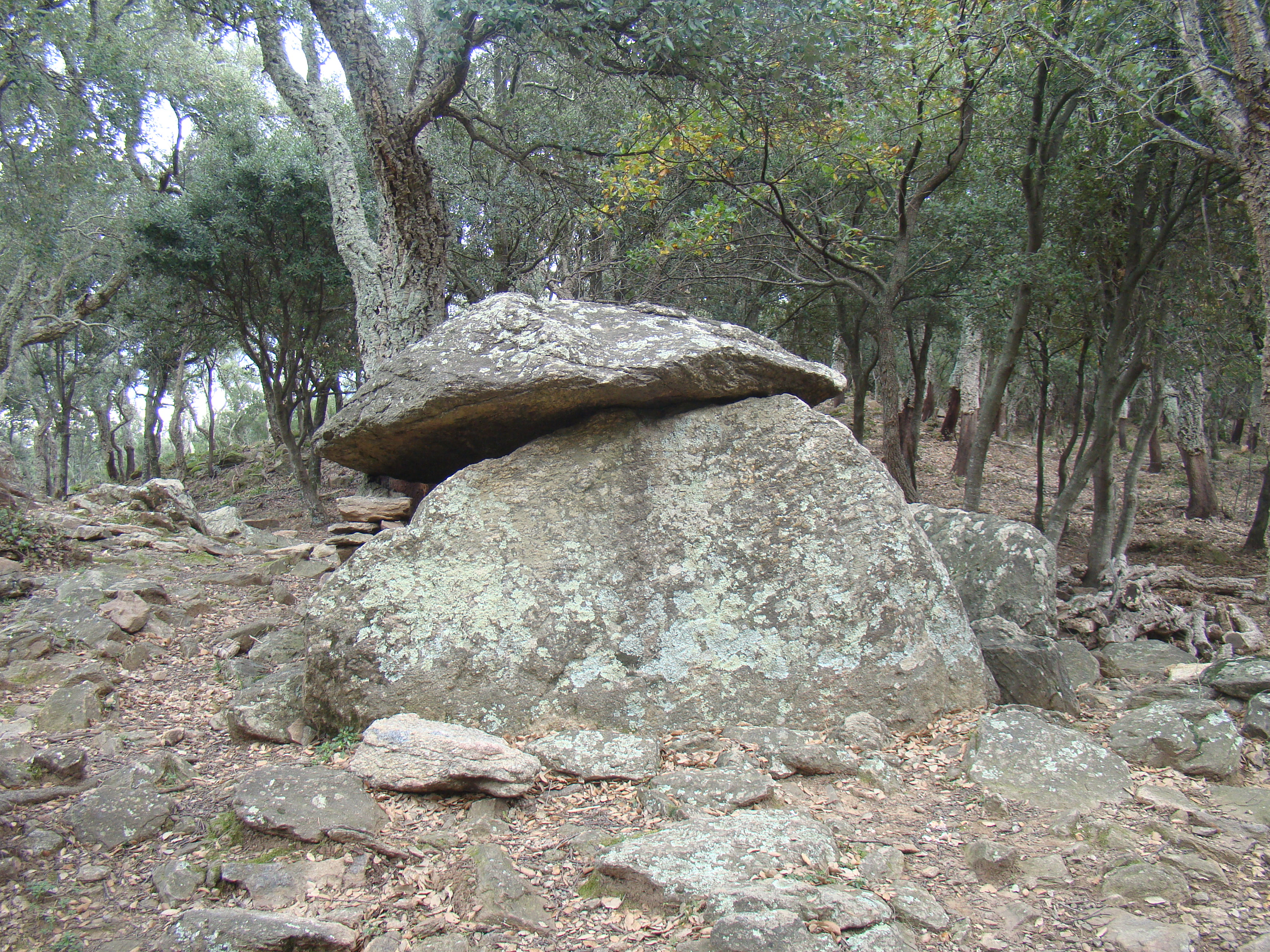